# Wurtzit
Wurtzit là một loại khoáng vật sulfide sắt kẽm ((Zn,Fe)S), đây là một dạng sphalerit hiếm gặp. Hàm lượng sắt thay đổi lên đến 8%. Nó là một trong 3 dạng đa hình cùng với matrait và sphalerit.